# Taraori

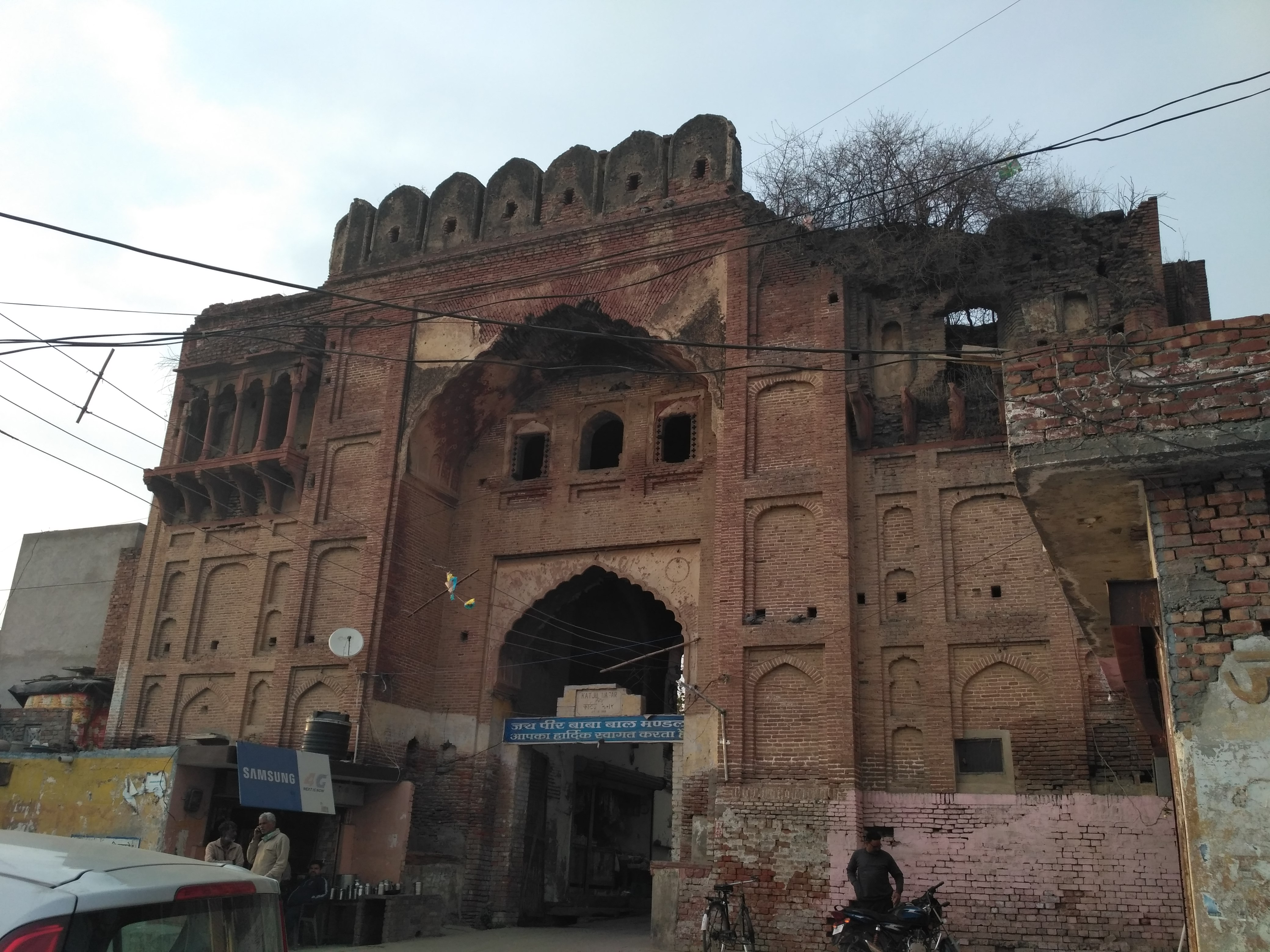
Prithviraj Chauhan' Fort-2, Taraori, Haryana

Taraori es una ciudad de la India en el distrito de Karnal, estado de Haryana.

## Geografía
Se encuentra a una altitud de 255 m s. n. m. a 143 km de la capital estatal, Chandigarh, en la zona horaria UTC +5:30.

## Demografía
Según estimación 2011 contaba con una población de 28 640 habitantes.